# 信虹花園 (巴士站)
信虹花園（葡萄牙語：Jardim Lameiras）位於澳門氹仔嘉樂庇總督馬路的一個巴士站，新福利15、25、37T、AP1、AP1X、MT4路線及澳巴21A、36、50、50B、56、N2、N3、N5、N6路線行經該站。

## 沿革
- 2006年4月5日，兩間巴士公司開通孝思接駁線，以此站為起始及終點站。由於孝思接駁線每年只服務兩天，因此，除該兩天外，其餘日子只是一個供行經路線使用的普通巴士站。

## 歷史
- 2006年4月5日，兩間巴士公司開通孝思接駁線，以此站為起始及終點站。
- 2008年9月20日，N2路線開設，新增停靠本站。[1]
- 2011年12月27日，50X路線開設，新增停靠本站。[2]
- 2013年8月26日，37U路線開設，新增停靠本站。[3][4]
- 2016年4月20日，N5、N6路線新增停靠本站。[5]
- 2016年8月1日，AP1X路線開設，新增停靠本站。[6]
- 2017年2月25日，25路線新增停靠本站。[7]
- 2017年5月20日，56路線新增停靠本站。[8]
- 2018年6月23日，72路線取消停靠本站。[9]
- 2019年3月9日，本站原名“亞利雅架前地／泉悅”站更名為“信虹花園”站。
- 2022年5月28日，MT4路線新增停靠本站。[10]
- 2022年7月23日至8月7日，臨時新增21AS路線停靠本站。[11][12]
- 2022年9月14日，35S路線開設，新增停靠本站。[13][14]
- 2023年6月10日，35S路線暫停營運。[15]

## 路線資料
| 新福利 | 15   | ↺ 九澳村                    | 海洋花園                     | - 氹仔舊城區（嘉模泳池、官也街、氹仔中葡小學、地堡街） - 澳門運動場 - 賽馬會及柯維納馬路（ 輕軌馬會站） - 氹仔海濱花園（ 輕軌海洋站） |                                                    |
| 澳巴   | 21A  | 九澳油庫                    | 媽閣 輕軌媽閣站 媽閣交通樞紐 | - 氹仔市區（百利寶花園、氹仔CTM） - 史伯泰（麗景灣酒店） - 蘇利安圓形地（小潭山觀景台） - 亞馬喇前地 - 殷皇子馬路及新馬路 - 河邊新街（粵通碼頭、司打口、下環） - 媽閣廟 |                                                    |
| 新福利 | 25   | ↺ 路環市區                  | 關閘 關閘總站                | - 氹仔市區（百利寶花園、氹仔CTM） - 史伯泰（麗景灣酒店） - 蘇利安圓形地（小潭山觀景台） - 亞馬喇前地 - 財神酒店 - 水坑尾街 - 高士德（培正中學、亞利鴉架街） - 提督馬路（蓮峰游泳池） - 台山（巴波沙） |                                                    |
| 澳巴   | 36   | ↺ 澳門機場 輕軌機場站       | 蘇利安圓形地                 | - 湖畔大廈 - 氹仔市區（百利寶花園、中央公園） - 廣東大馬路（濠景花園） - 南新花園、賽馬會及柯維納馬路（ 輕軌馬會站） - 氹仔海濱花園（ 輕軌海洋站） - 海洋花園（紫荊苑） |                                                    |
| 新福利 | 37T  | ↺ 雞頸馬路                  | 湖畔大廈                     | | 只於清明節和重陽節期間服務                         |
| 澳巴   | 50   | ↺ 路環市區                  | 城市日前地                   | - 氹仔市區（百利寶花園、氹仔CTM） - 史伯泰（麗景灣花園） - 蘇利安圓形地（小潭山觀景台） - 亞馬喇前地 - 財神酒店及假日酒店 - 皇朝（宋玉生廣場、柏嘉街、凱旋門、永利、美高梅） |                                                    |
| 澳巴   | 50B  | ↺ 駕考中心                  | 城市日前地                   | - 氹仔市區（百利寶花園、氹仔CTM） - 史伯泰（麗景灣花園） - 蘇利安圓形地（小潭山觀景台） - 亞馬喇前地 - 皇朝（凱旋門、永利、美高梅） |                                                    |
| 澳巴   | 56   | 蝴蝶谷大馬路                | ↺ 高士德                     | - 湖畔大廈 - 海灣花園（海城閣） - 外港碼頭 - 友誼大馬路（行車天橋） - 羅理基（馬六甲街停車場、東方拱門） |                                                    |
| 新福利 | AP1  | ↺ 澳門機場 輕軌機場站       | 關閘 關閘總站                | - 湖畔大廈 - 海灣花園（海城閣） - 外港碼頭 - 友誼大馬路（行車天橋） - 黑沙環（南華、保利達、海上居） |                                                    |
| 新福利 | AP1X | ↺ 澳門機場 輕軌機場站       | 關閘 關閘東側上落客區        | - 海灣花園（海城閣） - 黑沙環（海上居） | 快線 星期一至六尖峰時段服務 星期日及強制性假期停駛 |
| 新福利 | MT4  | 氹仔客運碼頭 輕軌氹仔碼頭站 | 關閘 關閘總站                | - 氹仔市區（百利寶花園、中央公園） - 賽馬會（ 輕軌馬會站） - 氹仔海濱花園（ 輕軌海洋站） - 海洋花園（紫荊苑） - 媽閣碼頭（ 輕軌媽閣站） - 河邊新街（凱泉灣、李道巷） - 內港客運碼頭 - 十六浦及水上街市 - 林茂塘（遊艇會） - 俾若翰街（綠楊花園） - 青茂口岸                                                                  |                                                    |
| 澳巴   | N2   | 氹仔客運碼頭 輕軌氹仔碼頭站 | 筷子基北灣                   | - 氹仔市區（百利寶花園、氹仔CTM） - 史伯泰（麗景灣酒店） - 蘇利安圓形地（小潭山觀景台） - 海洋花園及氹仔海濱休憩區 - 西灣（初級法院大樓） - 南灣（燒灰爐、巴掌圍） - 亞馬喇前地 - 葡京酒店及財神酒店 - 水坑尾街 - 盧廉若公園 - 高士德（培正中學、亞利鴉架街、紅街市） - 沙梨頭南街（運順新邨、Donki） - 俾若翰街（綠楊花園） | 夜間路線                                           |
| 澳巴   | N3   | ↺ 路環市區                  | 亞馬喇前地                   | - 氹仔市區（百利寶花園、氹仔CTM） - 史伯泰（麗景灣酒店） - 蘇利安圓形地（小潭山觀景台） - 海洋花園及氹仔海濱休憩區 - 媽閣碼頭（ 輕軌媽閣站） - 河邊新街（凱泉灣、李道巷） - 內港客運碼頭 - 新馬路及殷皇子馬路 | 夜間路線                                           |
| 澳巴   | N5   | ↺ 蝴蝶谷大馬路              | 亞馬喇前地                   | - 湖畔大廈 - 氹仔市區（百利寶花園、中央公園） - 賽馬會及柯維納馬路（ 輕軌馬會站） - 氹仔海濱花園（ 輕軌海洋站） - 海洋花園（紫荊苑） | 夜間路線                                           |
| 澳巴   | N6   | ↺ 科技大學                  | 澳門大學                     | - 氹仔市區（百利寶花園、中央公園） - 澳門運動場（ 輕軌運動場站） - 蓮花海濱大馬路（銀河、生態保護區） - 路氹城馬路（巴黎人） - 路氹連貫公路 - 蓮花路停車場（ 輕軌蓮花站） - 橫琴口岸（ 輕軌橫琴站） - 澳大校區（中央教學樓、展館、會堂、綜合體育館）                                                                         | 夜間路線                                           |

## 鄰近公共運輸站
T313 氹仔茵景園（Edf. Greenville）
路線：15、21A、25、30X、50、50B、56、MT4、N2、N3、N5、N6
T318 泉悅花園（Edf. Chun Yuet Garden）
路線：11、15、22、28A、30、33、34
T368 奧林匹克大馬路（Avenida Olímpica）
路線：25B、26、26A、35、37、72、102X、MT1、MT3

## 圖片集

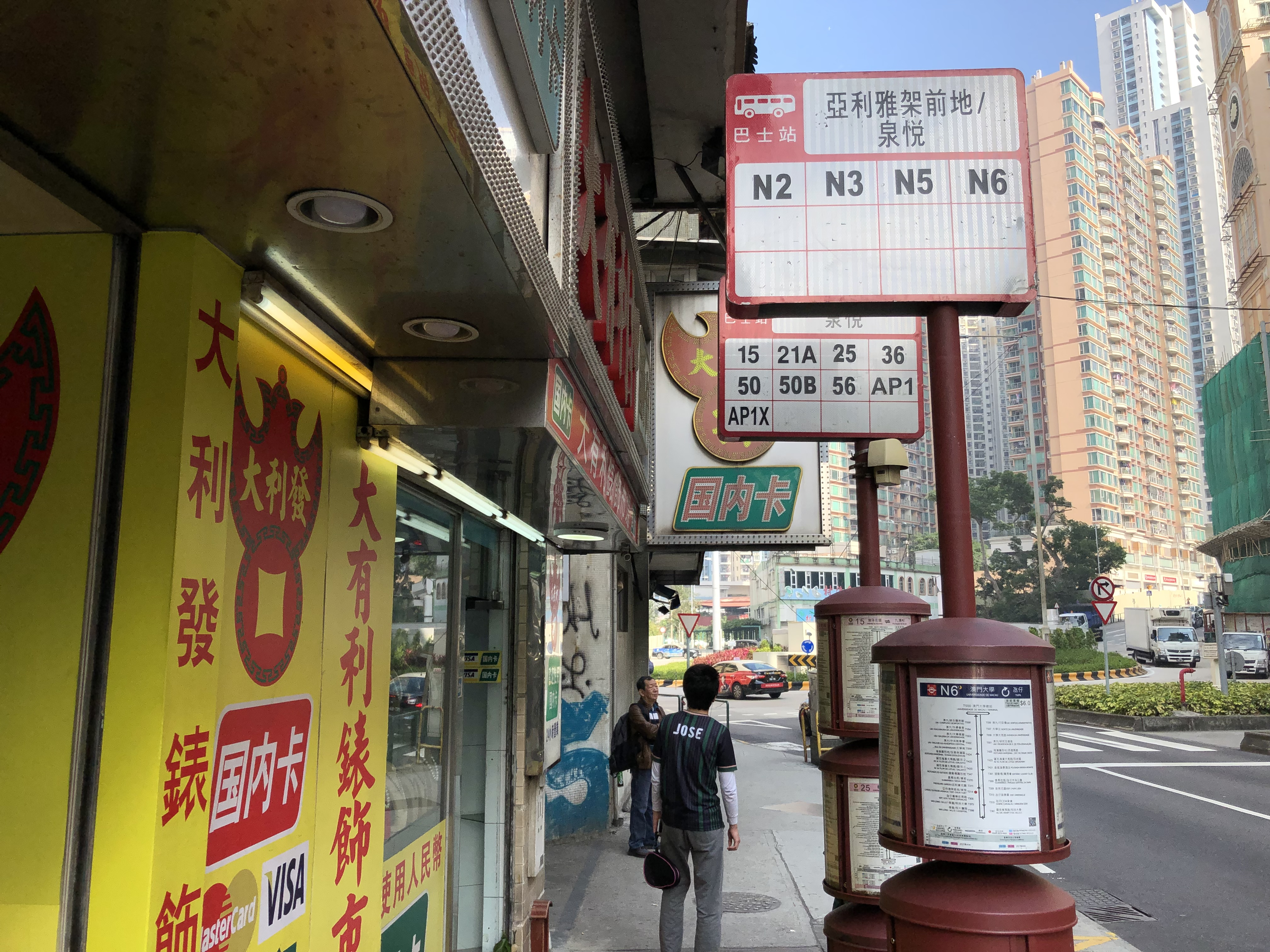
亞利雅架前地／泉悅 （2019年3月9日前）
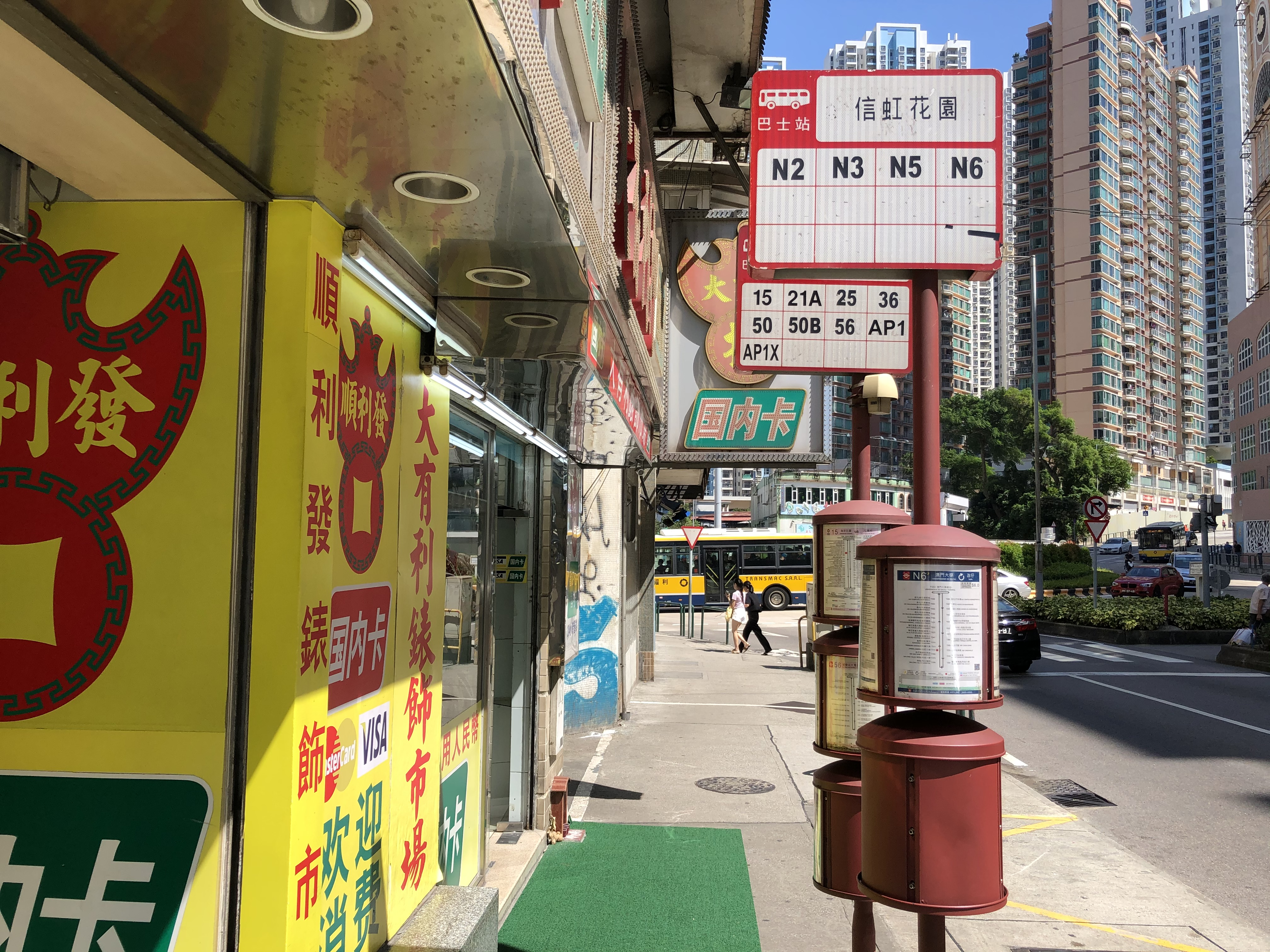
信虹花園 （2019年3月9日後）

## 外部連結
- 新福利官方網站 （繁體中文） （页面存档备份，存于）
- 澳巴官方網站 （繁體中文） （页面存档备份，存于）